# Широкий фронт (Чили)
«Широкий фронт» (исп. Frente Amplio, FA) — политическая коалиция в Чили левых партий и движений. Основана 21 января 2017 года. В 2021 году вошла в альянс «Одобряю достоинство», а в 2022 году её представитель Габриэль Борич стал президентом Чили.

## Идеология
Широкий фронт в своей Декларации принципов утвердил 5 центральных целей как основ политической деятельности:
- Продвижение инклюзивности страны, которая заботится об окружающей среде и защищает социальные права (в том числе образование и здравоохранение).
- Уход от неолиберальной экономической политики по направлению к новой модели развития.
- Создание альтернатив, которые были бы вызовом лево- и правоцентристским коалициям, правящим Чили со времён Пиночета.
- Продвижение единства различных прогрессивных сил и обеспечение их независимости от власти корпораций.
- Построение партисипаторной (реальной) демократии[1].

Коалиция имеет такое же название, как левоцентристская коалиция Широкий фронт в Уругвае, но чилийский Широкий фронт больше сравнивают с испанской партией «Подемос».

## История
Основы коалиции были заложены во время студенческих протестов в Чили в 2011—2013 годах. Внутри студенческого движения новые силы постепенно вытеснили такие традиционные левые и левоцентристские движения, как Коммунистическая молодёжь Чили. Последнюю представляла, в частности, Камила Вальехо; однако другие студенческие лидеры вроде Габриэля Борича и Хиорхио Джексона происходили из автономистских леворадикальных инициатив и впоследствии стали инициаторами образования Широкого фронта.
В августе 2016 года движения Борича (Автономные левые) и Джексона (Демократическая революция) заключили формальное соглашение с Либертарными левыми, Новой демократией и Гуманистической партией. По итогам муниципальных выборов 2016 года Хорхе Шарп из Автономистского движения стал первым независимым политиком, возглавившим Вальпараисо — третий крупнейший город Чили.
В январе 2017 года было официально сформирована коалиция 11 партий и движений.
После первичных внутренних выборов кандидатом в президенты на выборах 2017 года была выдвинута известная журналистка Беатрис Санчес. Некоторые опросы оценивали её шансы на выход во второй тур против правого кандидата Себастьяна Пиньеры как равные с её коллегой и социологом Алехандро Гильером, выдвиженцем левоцентристской коалиции Новое большинство. В итоге, она получила более 1,336 млн голосов (20,3 % от общего числа).
Одновременно Широкий фронт выдвигал кандидатов на парламентские выборы. Тут ему также сопутствовал успех, как для новой и антисистемной силы: почти 1 млн голосов (16,5 %) и 20 депутатов.

## Состав коалиции
В коалицию входят 7 политических партий. Кроме этого, в неё вошли ещё несколько политических движений: Автономные левые, Автономистское движение, Прогрессивное демократическое движение, Либертарные левые, Новая демократия, Социализм и свобода, а также некоторые другие организации и движения.
| Партия                                 | Partido                                    | Лидер             |
| -------------------------------------- | ------------------------------------------ | ----------------- |
| Демократическая революция              | Revolución Democrática                     | Родриго Эшекопар  |
| Либеральная партия Чили                | Partido Liberal de Chile                   | Владо Мирошевич   |
| Партия равенства                       | Partido Igualdad                           | Атилио Эррера     |
| Гуманистическая партия                 | Partido Humanista                          | Октавио Гонсалес  |
| Зелёная экологическая партия           | Partido Ecologista Verde                   | Феликс Гонсалес   |
| Гражданская сила                       | Poder Ciudadano                            | Карина Олива      |
| Пиратская партия                       | Partido Pirata de Chile                    | Энрике Эрреро     |
| Автономные левые                       | Izquierda Autónoma (IA)                    | Франсиско Фигероа |
| Автономистское движение                | Movimiento Autonomista (MA)                | Констанца Шёнхаут |
| Либертарные левые                      | Izquierda Libertaria (IL)                  | Лукас Сифуэнтес   |
| Новая демократия                       | Nueva Democracia (ND)                      | Кристиан Куэвас   |
| Народное демократическое движение      | Movimiento Democrático Popular (MDP)       | Дорис Гонсалес    |
| Прогрессивное демократическое движение | Movimiento Democrático Progresista (MDPRO) | Люси Овандо       |
| Социализм и свобода                    | Socialismo y Libertad (SOL)                | Соледад Рамирес   |